# L'illa de l'holandès
L'illa de l'holandès és una pel·lícula valenciana del 2001 dirigida per Sigfrid Monleón amb un guió basat en la novel·la homònima de Ferran Torrent. Ha estat rodada al País Valencià amb actors valencians i ha rebut subvencions de la Conselleria de Cultura de la Generalitat Valenciana. Ha estat rodada en valencià i fou emesa per TV3 el 3 d'octubre de 2004.

## Sinopsi
El 1969 un jove professor universitari, Lluís Dalmau, és deportat a una illa per la seva activitat política. En aquell moment els habitants de l'illa debaten si el futur de l'illa es troba en la tradicional indústria salinera que tradicionalment ha sostingut l'economia insular o la construcció d'una urbanització amb capital estranger. Dalmau, que inicialment ha planejat fugir de l'illa, va posposant els plans de fugida en mantenir una relació sentimental amb la grangera Feli.

## Repartiment
- Pere Ponce...	Lluís Dalmau
- Cristina Plazas 	...	Feli
- Féodor Atkine 	...	Patrice
- Juli Mira 	...	Doctor Ferrús
- Roger Casamajor...	Salgado
- Francesc Garrido 	...	Martí
- Dafnis Balduz 	...	Joan
- Emma Vilarasau 	...	Isabel
- Enric Benavent 	...	Paco

## Nominacions i premis
Premis Goya
- Goya al millor guió adaptat (2001) per Sigfrid Monleón, Ferran Torrent, Dominic Harari i Teresa de Pelegrí (nominats)[4]

Festival de Màlaga (2001) Biznaga de Plata a la millor música.
Premis Turia (2001)Millor director i millor actriu novell.